# Gunnera magnifica
Gunnera magnifica là một loài thực vật có hoa trong họ Dương nhị tiên. Loài này được H.St.John mô tả khoa học đầu tiên năm 1957.